# Théâtre Powszechny de Varsovie
Le Théâtre Powszechny (Théâtre Universel) est théâtre polonais créé en 1944 et situé au 20 rue Jan Zamoyski à Varsovie.

## Acteurs du théâtre
L'équipe artistique du Teatr Powszechny est composée de 24 acteurs :
- Karolina Adamczyk
- Klara Bielawka
- Aleksandra Bożek
- Oksana Czerkaszyna
- Anna Ilczuk
- Magdalena Koleśnik
- Natalia Lange
- Maria Robaszkiewicz
- Karina Seweryn
- Ewa Skibińska
- Barbara Wysocka
- Grzegorz Artman
- Arkadiusz Brykalski
- Michał Czachor
- Grzegorz Falkowski
- Mamadou Góo Bâ
- Michał Jarmicki
- Andrzej Kłak
- Wiktor Loga-skarczewski
- Mateusz Łasowski
- Artem Manuilov
- Oskar Stoczyński
- Julian Świeżewski
- Kazimierz Wysota